# Mu Yuxin
Mu Yuxin (født 9. maj 1970) er en kinesisk fodbolddommer, som dømmer i den kinesiske liga. Han blev aktiv som dommer i 1984, og dømmer som linjedommer. Han har dømt et VM i fodbold, 2010 hvor han var linjedommer for Subkhiddin Mohd Salleh fra Malaysia. 